# Blauwe schorskevers
De blauwe schorskevers of glansschorskevers (Pythidae) zijn een familie van kevers uit de superfamilie Tenebrionoidea.
In Nederland komt uit deze familie alleen de Glansschorskever - Pytho depressus voor.